# Sổ chấm công

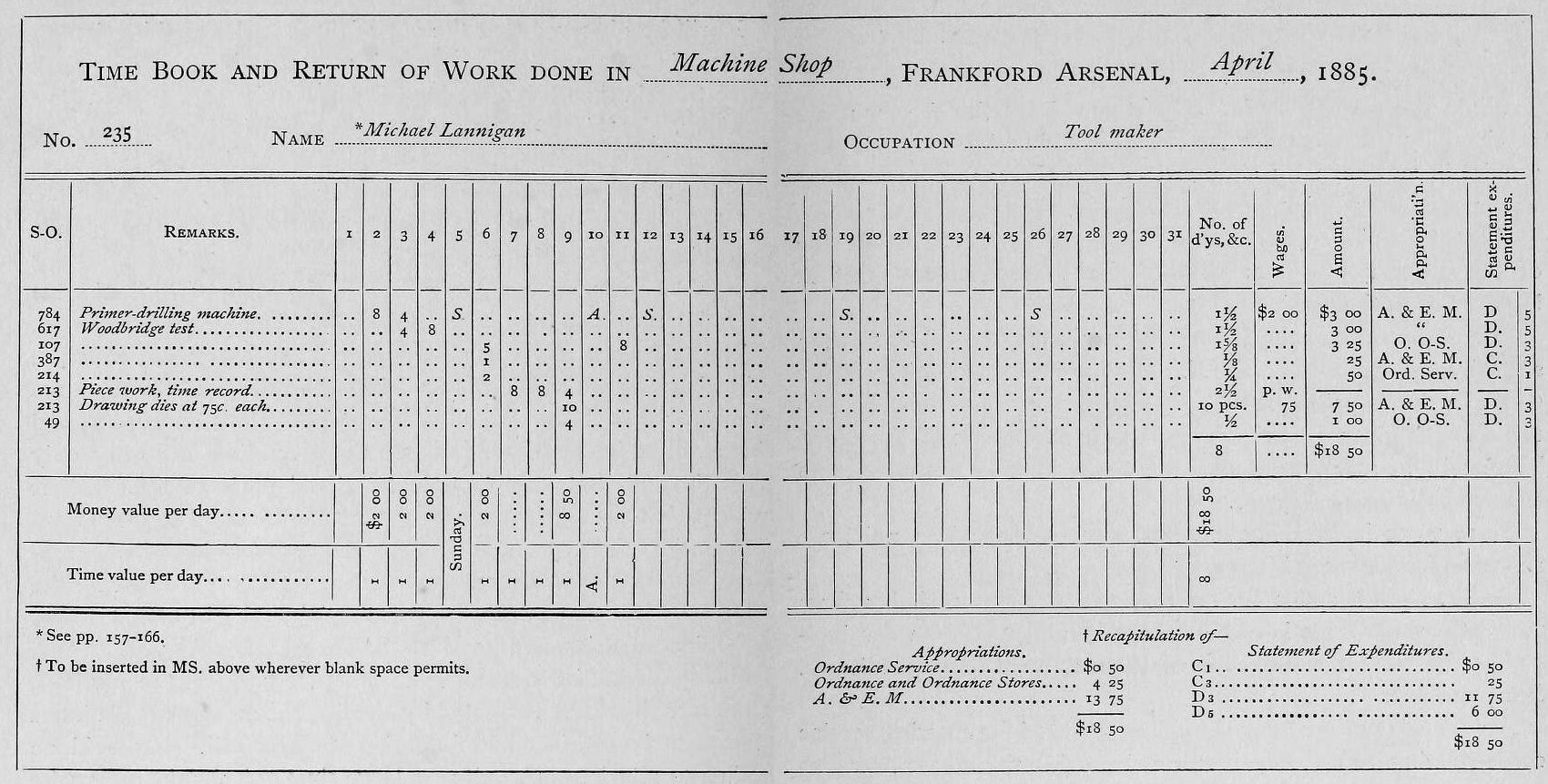
Sổ chấm công và sự trở lại của công việc được thực hiện trong Cửa hàng máy móc của Frankford Arsenal từ Hệ thống kế toán chi phí của Metcalfe, 1885.

Sổ chấm công là một bản ghi kế toán hầu như đã lỗi thời, đã đăng ký số giờ làm việc của nhân viên trong một tổ chức nhất định trong một giai đoạn nhất định. Những hồ sơ này thường chứa tên của nhân viên, loại công việc, giờ làm việc và đôi khi tiền lương được trả.
Trong thời gian thế kỷ 19 và đầu thế kỷ 20, sổ chấm công được giữ riêng biệt. Trong những ngày đó, sổ chấm công được tổ chức bởi thư ký công ty hoặc quản đốc hoặc máy chấm công chuyên ngành. Những sổ chấm công này đã được sử dụng bởi kế toán để xác định tiền lương phải trả. Dữ liệu được sử dụng trong kế toán tài chính để xác định chi phí lao động hàng tuần, hàng tháng và hàng năm và trong kế toán chi phí để xác định giá vốn. Cuối thế kỷ 19, thẻ chấm công được sử dụng để đăng ký giờ lao động.
Ngày nay, sổ thời gian có thể là một phần của hệ thống bảng lương tích hợp, hoặc hệ thống kế toán chi phí. Những hệ thống này có thể chứa các thanh ghi mô tả thời gian lao động để sản xuất sản phẩm, nhưng những thanh ghi đó không thường được gọi là sổ chấm công, mà là bảng chấm công.

## Lịch sử
Trước thế kỷ 19, nhân viên có thể được đăng ký vào biên chế, đặc biệt là trong các trường hợp như thuyền viên trên tàu hoặc binh lính đồn trú tại một địa điểm. Tiền lương được trả đã được ghi nhận trong sổ ngày, trong đó chi phí hàng ngày đã được đăng ký, và cuối cùng trong các tài khoản khác trong hệ thống sổ sách kế toán.

### Nguồn gốc, đầu thế kỷ 19

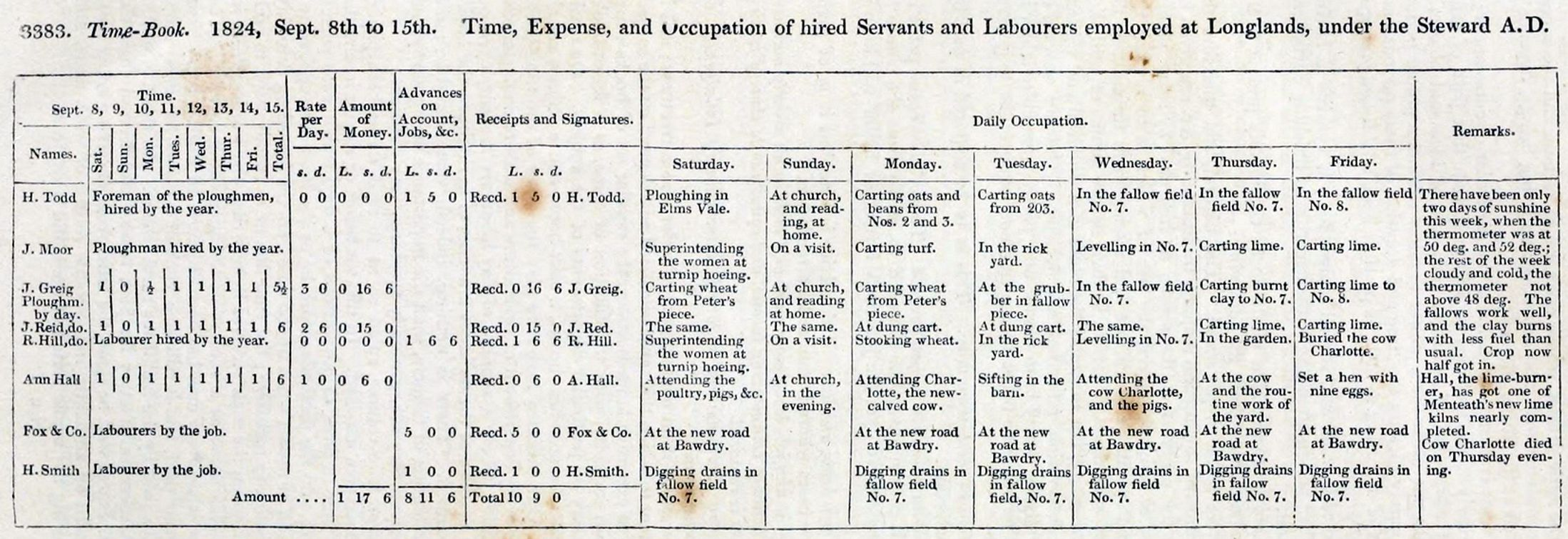
Time-Book, in Loudon 1824

### Kế toán trong công nghiệp, giữa thế kỷ 19

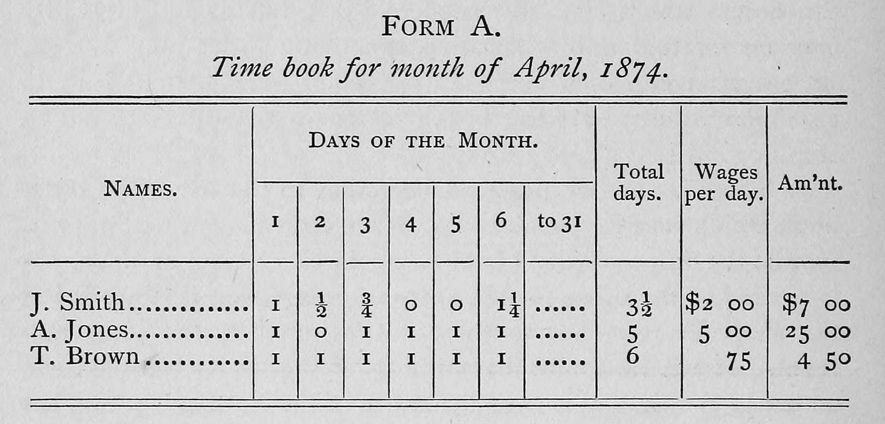
Sổ chấm công cho tháng 4 năm 1874

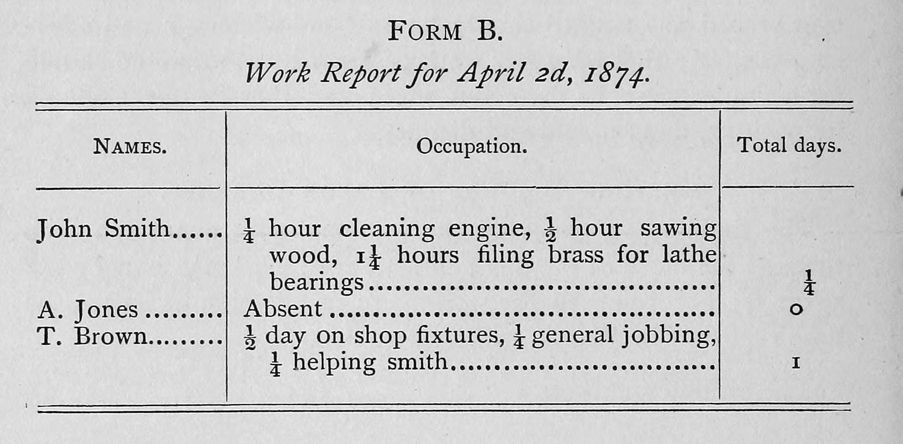
Báo cáo công việc ngày 2 tháng 4 năm 1874

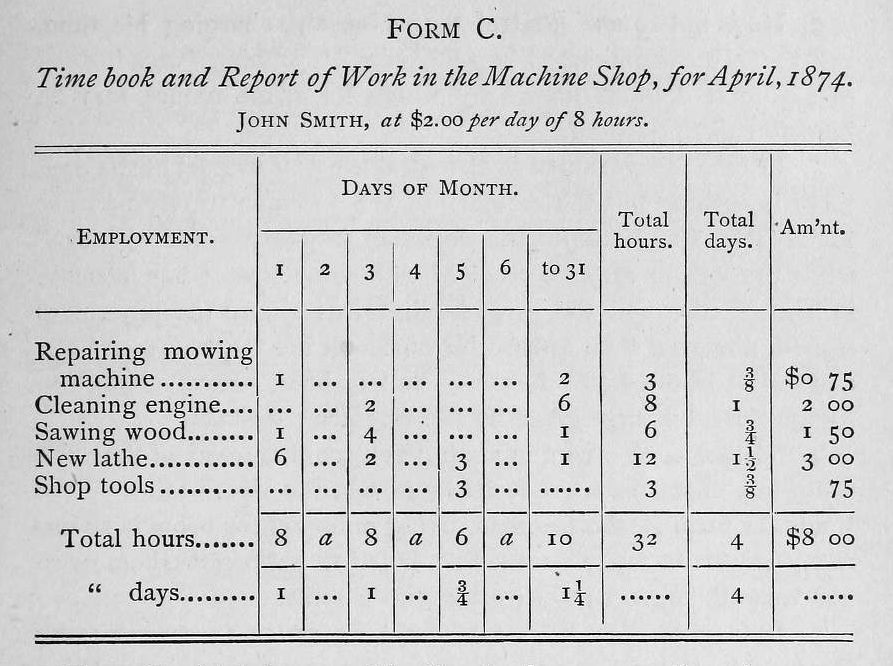
Sổ thời gian và Báo cáo công việc trong Cửa hàng máy móc, cho tháng 4 năm 1874.

### Kế toán nhà máy, cuối thế kỷ 19

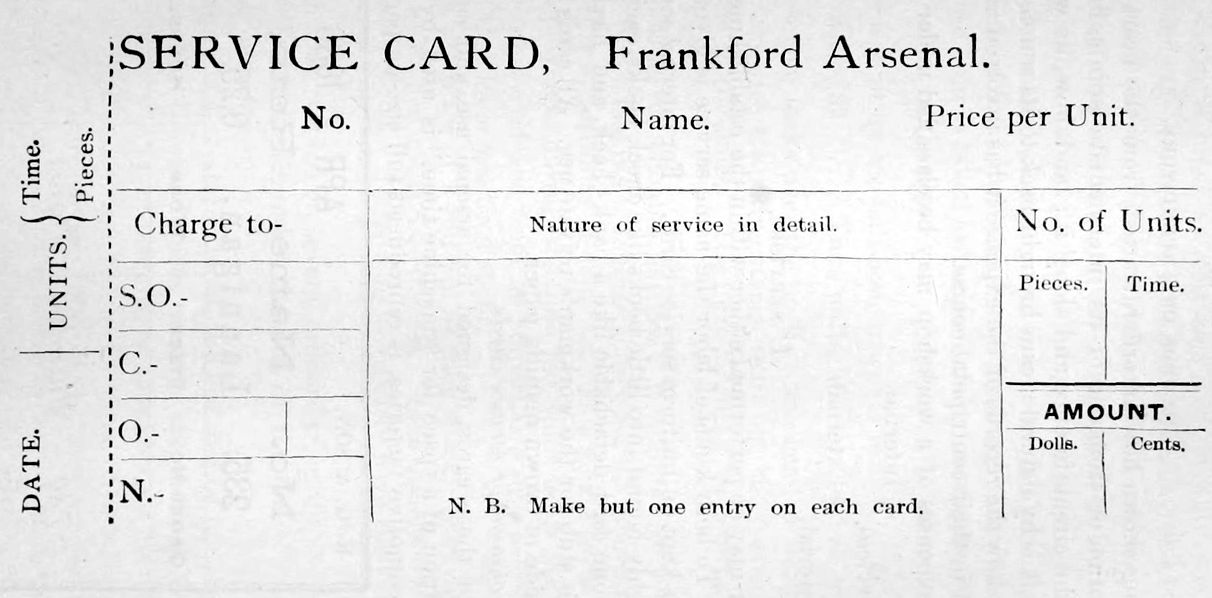
Thẻ dịch vụ, Frankford Arsenal 1886,

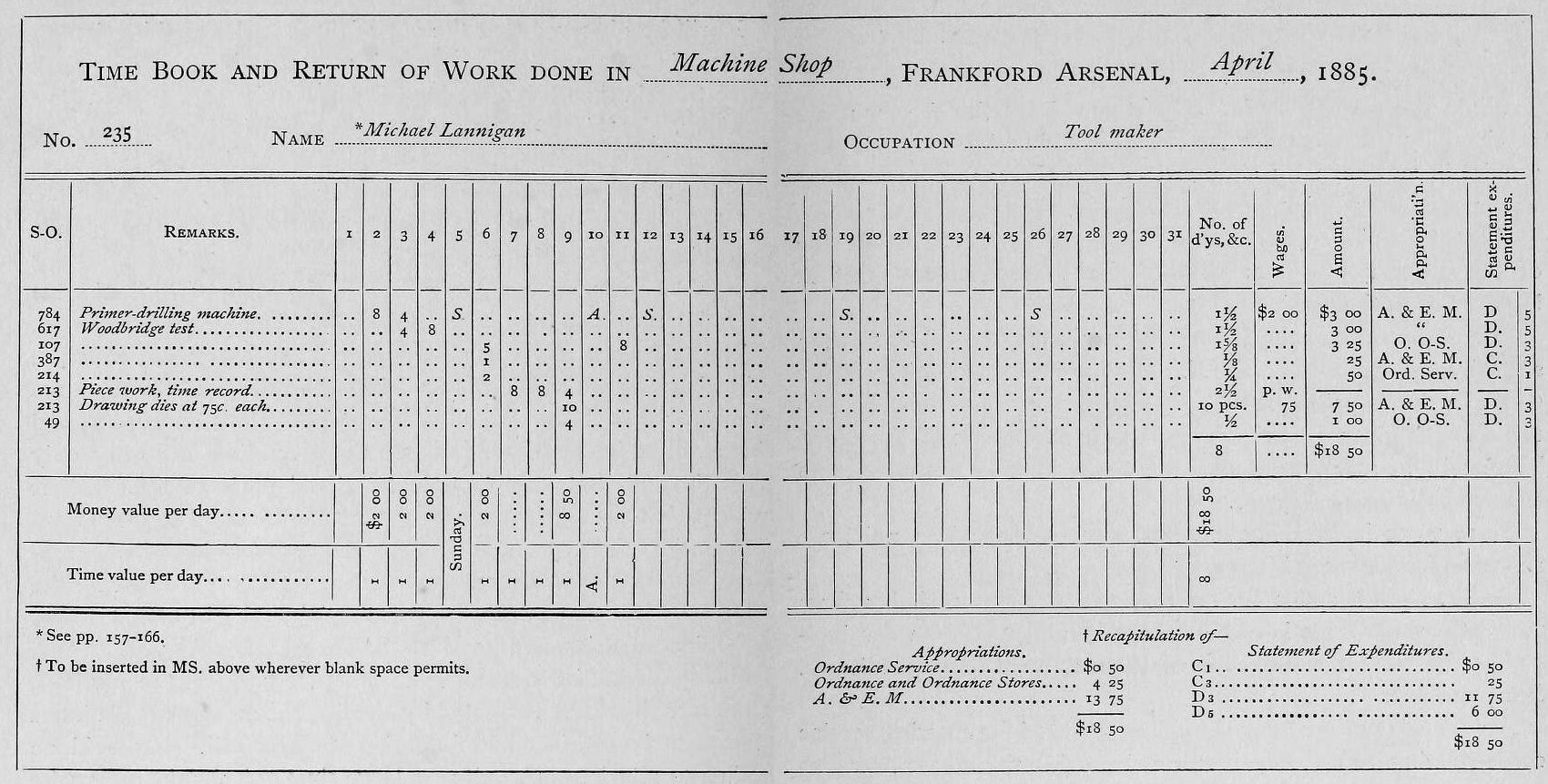
Sổ chấm công và công việc được thực hiện tại Machine Shop, Frankford Arsenal, 1885

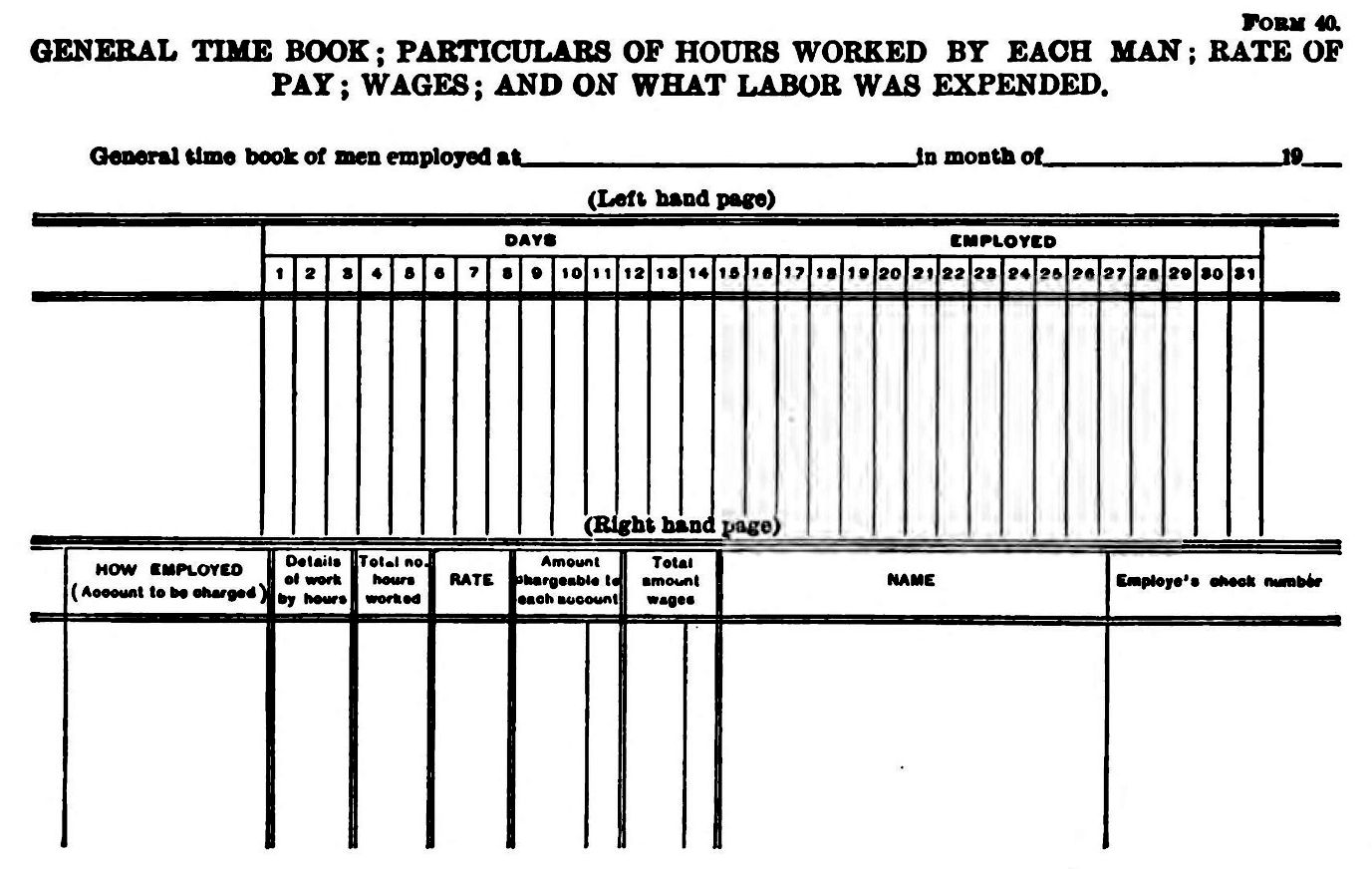
Đường sắt, sổ chấm công tổng hợp, 1907

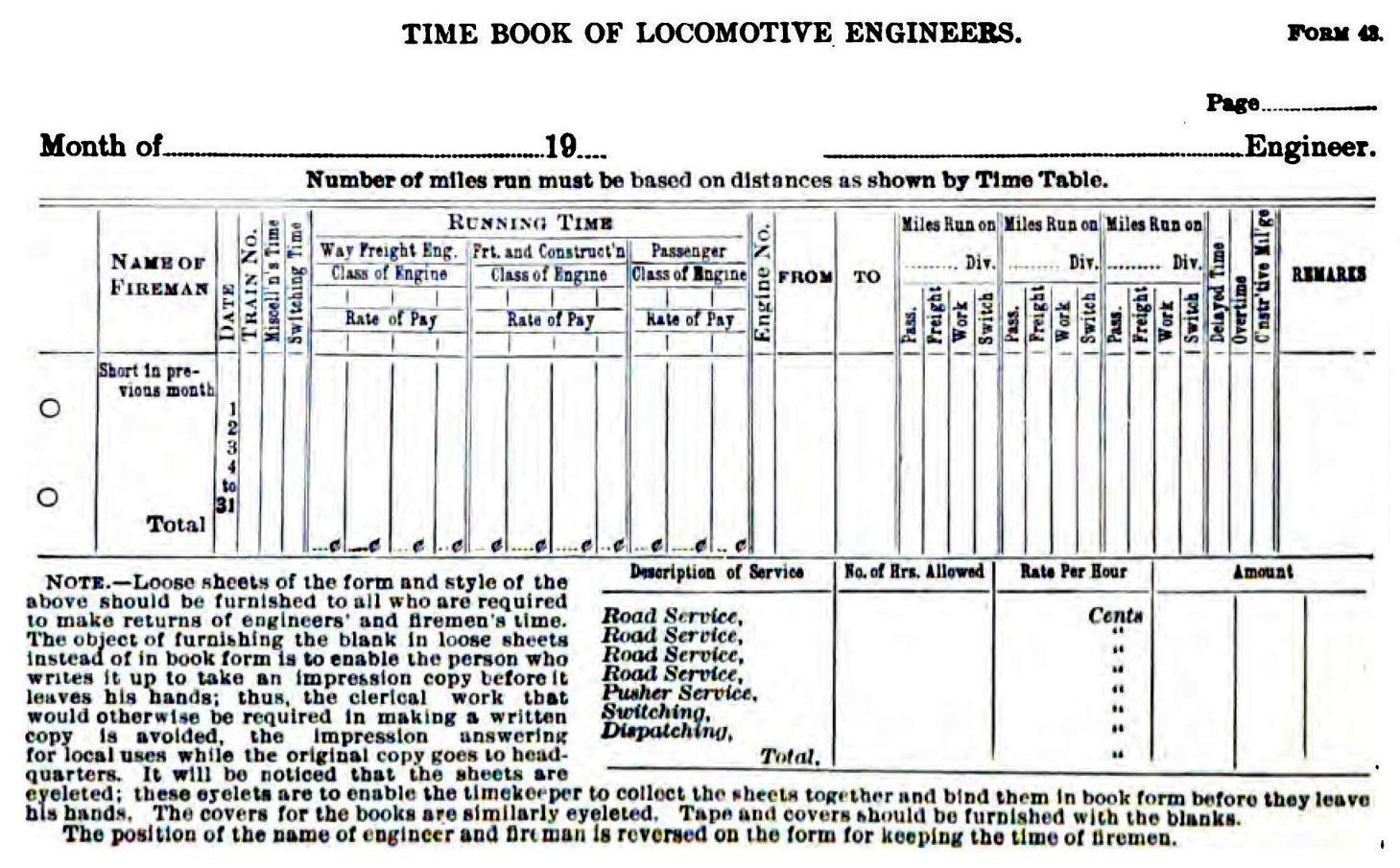
Sổ chấm công của kỹ sư đầu máy, 1907

### Hệ thống phát triển đầy đủ trở nên lỗi thời, phần đầu thế kỷ 20

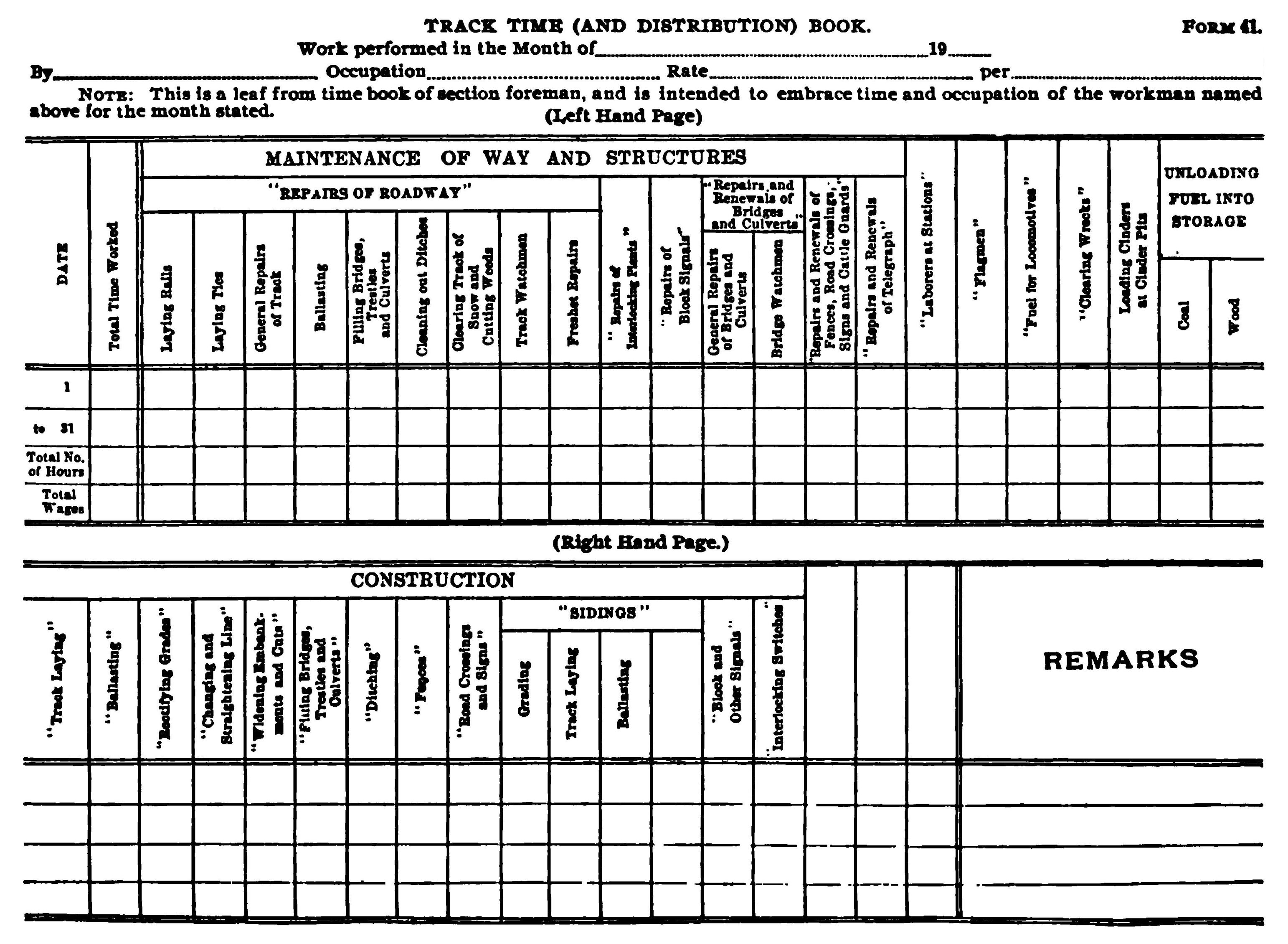
Sổ Theo dõi thời gian (và phân phối), 1907.

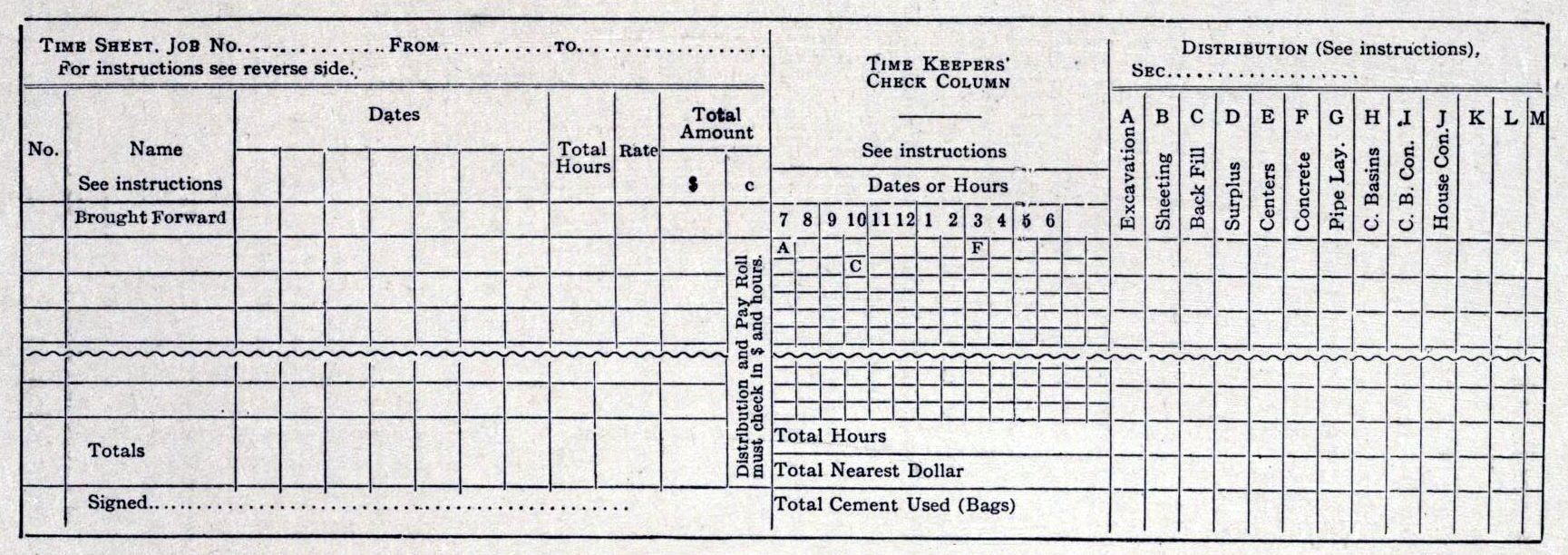
Bảng chấm công, trước, 1909. (hình 65)

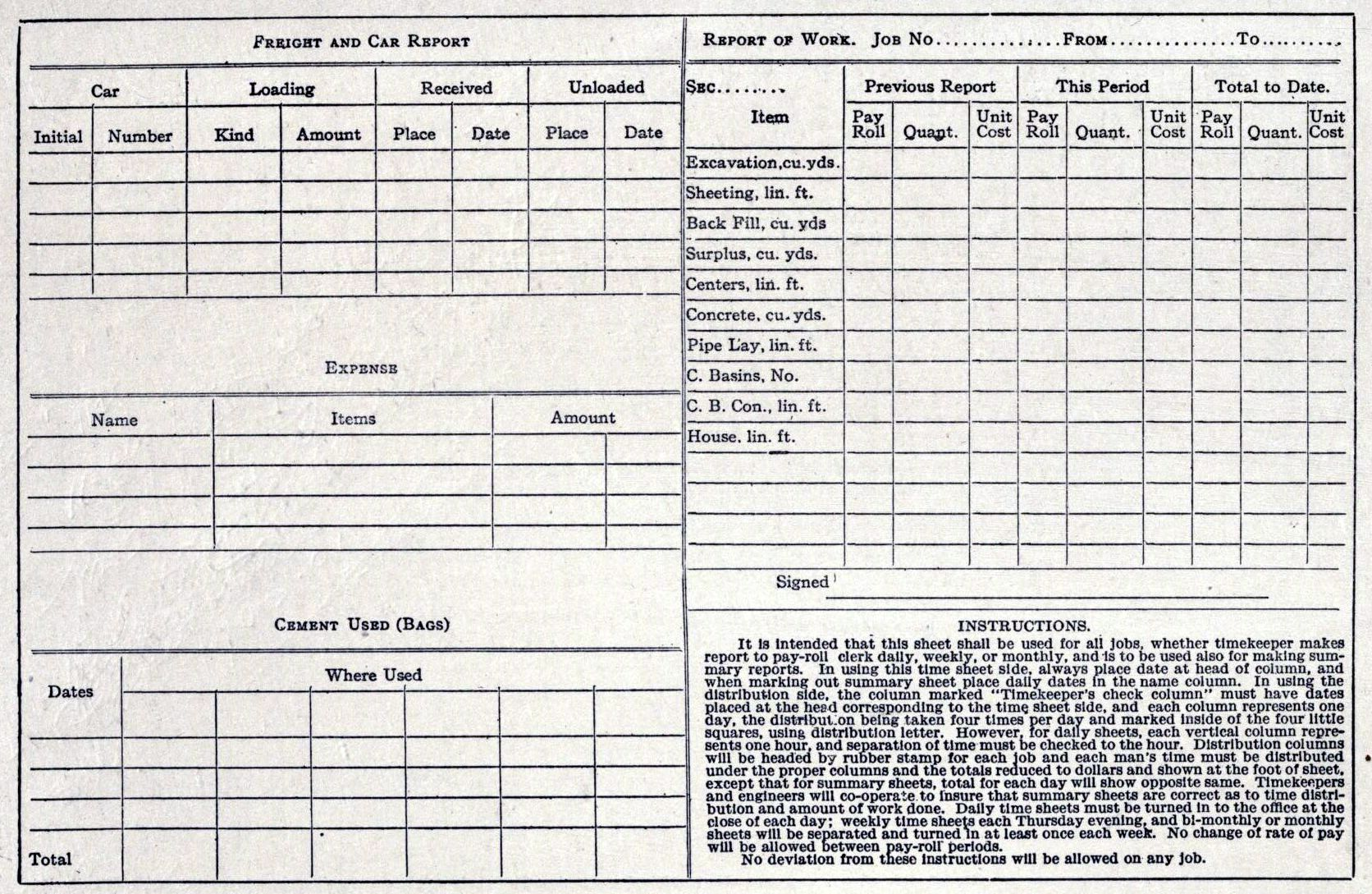
Bảng chấm công sau 1909 (hình 66)

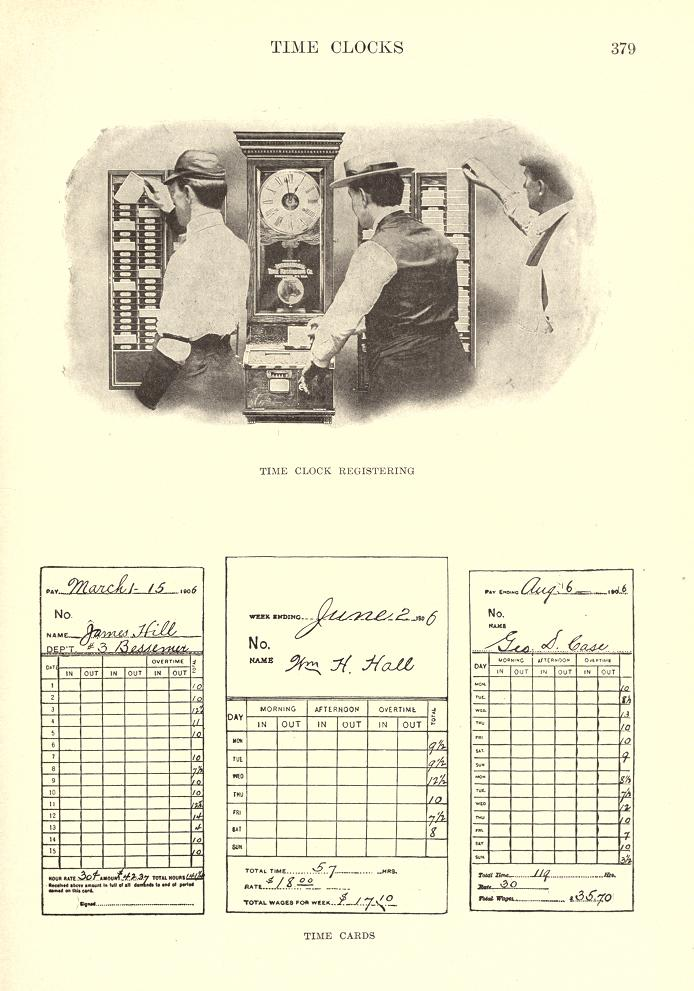
Đồng hồ thời gian và Thẻ đồng hồ trong và ngoài, 1909

### Ngày nay

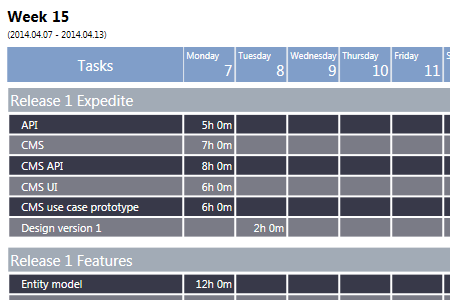
Bảng chấm công đương đại